# سنت کیلدا (اسکاتلند)
سنت کیلدا (گیلی اسکاتلندی: Hiort) یک مجمع‌الجزایر مجزا است که در ۶۴ کیلومتری (۴۰ مایل) غرب-شمال غربی شمال اورست در اقیانوس اطلس شمالی واقع شده‌است. این شامل غربی‌ترین جزایر هبریدهای بیرونی خارج از اسکاتلند است. [یادداشت ۱] بزرگترین جزیرهٔ آن هیرتا است که صخره‌های دریایی آن در انگلستان بالاتر است. سه جزیرهٔ دیگر (دان، سوی و برره) نیز برای شکار چرا و شکار دریایی استفاده می‌شود. جزایر از لحاظ اداری بخشی از مجتمع محلی کومهرل نان الن سیار است.